# Aoteadrillia
Aoteadrillia là một chi ốc biển, là động vật thân mềm chân bụng sống ở biển trong họ Turridae.

## Các loài
Các loài thuộc chi Aoteadrillia bao gồm:
- Aoteadrillia bulbacea (Watson, 1881)[3]
- Aoteadrillia chordata (Suter, 1908)[4]
- Aoteadrillia otagoensis Powell, 1942[5]
- Aoteadrillia rawitensis (Hedley, 1922)[6]